# 1992-es Formula–1 spanyol nagydíj
A spanyol nagydíj volt az 1992-es Formula–1 világbajnokság negyedik futama.

## Futam
A spanyol nagydíjon, Barcelonában is Mansell szerezte meg a pole-t Schumacher, Senna és Patrese előtt. A rajt idején erősen esett, Patrese megelőzte Schumacher és Sennát, míg Alesi a nyolcadikról a harmadik helyre jött fel. Schumachernek a 7. körben sikerült megelőznie a franciát. Senna is megpróbálkozott ugyanezzel, de ekkor Alesi megcsúszott, Berger és Capelli mögé esett vissza. Az eső erősödni kezdett, Patrese pedig kicsúszott a 20. körben, amikor egy lekörözéshez ért. Ezután Mansell vezetett Schumacher, Senna és Berger előtt. A boxkiállások után Alesi Capelli elé került, majd Berger megelőzése után Sennát támadta. Senna eközben Schumachert is támadni akarta. A nagy nyomás miatt a brazil két körrel a leintés előtt kicsúszott. Mansell ismét győzött Schumacher, Alesi, Berger, Alboreto és Pierluigi Martini előtt.
| Helyezés | #  | Versenyző            | Csapat/Motor          | Futott körök | Idő/Kiesés oka | Rajthely | Pontszám |
| -------- | -- | -------------------- | --------------------- | ------------ | -------------- | -------- | -------- |
| 1        | 5  | Nigel Mansell        | Williams-Renault      | 65           | 1:56:10,674    | 1        | 10       |
| 2        | 19 | Michael Schumacher   | Benetton-Ford         | 65           | + 23,914       | 2        | 6        |
| 3        | 27 | Jean Alesi           | Ferrari               | 65           | + 26,462       | 8        | 4        |
| 4        | 2  | Gerhard Berger       | McLaren-Honda         | 65           | + 1:20,647     | 7        | 3        |
| 5        | 9  | Michele Alboreto     | Footwork-Mugen-Honda  | 64           | + 1 kör        | 16       | 2        |
| 6        | 22 | Pierluigi Martini    | Dallara-Ferrari       | 63           | + 2 kör        | 13       | 1        |
| 7        | 10 | Szuzuki Aguri        | Footwork-Mugen-Honda  | 63           | + 2 kör        | 19       |          |
| 8        | 16 | Karl Wendlinger      | March-Ilmor           | 63           | + 2 kör        | 9        |          |
| 9        | 1  | Ayrton Senna         | McLaren-Honda         | 62           | Kicsúszás      | 3        |          |
| 10       | 28 | Ivan Capelli         | Ferrari               | 62           | Kicsúszás      | 5        |          |
| 11       | 23 | Christian Fittipaldi | Minardi-Lamborghini   | 61           | + 4 kör        | 22       |          |
| 12       | 17 | Paul Belmondo        | March-Ilmor           | 61           | + 4 kör        | 23       |          |
| Kiesett  | 21 | Jyrki Järvilehto     | Dallara-Ferrari       | 56           | Kicsúszás      | 12       |          |
| Kiesett  | 15 | Gabriele Tarquini    | Fondmetal-Ford        | 56           | Kicsúszás      | 18       |          |
| Kiesett  | 11 | Mika Häkkinen        | Lotus-Ford            | 56           | Kicsúszás      | 21       |          |
| Kiesett  | 26 | Érik Comas           | Ligier-Renault        | 55           | Kicsúszás      | 10       |          |
| Kiesett  | 29 | Bertrand Gachot      | Larrousse-Lamborghini | 35           | Motorhiba      | 24       |          |
| Kiesett  | 3  | Olivier Grouillard   | Tyrrell-Ilmor         | 30           | Kicsúszás      | 15       |          |
| Kiesett  | 24 | Gianni Morbidelli    | Minardi-Lamborghini   | 26           | Meghajtás      | 25       |          |
| Kiesett  | 33 | Maurício Gugelmin    | Jordan-Yamaha         | 24           | Kicsúszás      | 17       |          |
| Kiesett  | 14 | Andrea Chiesa        | Fondmetal-Ford        | 22           | Kicsúszás      | 20       |          |
| Kiesett  | 6  | Riccardo Patrese     | Williams-Renault      | 19           | Kicsúszás      | 4        |          |
| Kiesett  | 12 | Johnny Herbert       | Lotus-Ford            | 13           | Kicsúszás      | 26       |          |
| Kiesett  | 25 | Thierry Boutsen      | Ligier-Renault        | 11           | Motorhiba      | 14       |          |
| Kiesett  | 20 | Martin Brundle       | Benetton-Ford         | 4            | Kicsúszás      | 6        |          |
| Kiesett  | 4  | Andrea de Cesaris    | Tyrrell-Ilmor         | 2            | Motorhiba      | 11       |          |
| NK       | 30 | Katajama Ukjó        | Larrousse-Lamborghini |              |                |          |          |
| NK       | 7  | Eric van de Poele    | Brabham-Judd          |              |                |          |          |
| NK       | 32 | Stefano Modena       | Jordan-Yamaha         |              |                |          |          |
| NK       | 8  | Damon Hill           | Brabham-Judd          |              |                |          |          |
| NeK      | 34 | Roberto Moreno       | Moda-Judd             |              |                |          |          |
| NeK      | 35 | Perry McCarthy       | Moda-Judd             |              |                |          |          |

## A világbajnokság élmezőnyének állása a verseny után
| H  | Versenyzők         | Pont | H  | Konstruktőrök        | Pont |
| -- | ------------------ | ---- | -- | -------------------- | ---- |
| 1. | Nigel Mansell      | 40   | 1. | Williams-Renault     | 58   |
| 2. | Riccardo Patrese   | 18   | 2. | Benetton-Ford        | 17   |
| 3. | Michael Schumacher | 17   | 3. | McLaren-Honda        | 12   |
| 4. | Gerhard Berger     | 8    | 4. | Ferrari              | 9    |
| 5. | Jean Alesi         | 7    | 5. | Footwork-Mugen-Honda | 3    |

## Statisztikák
Vezető helyen:
- Nigel Mansell: 65 (1-65)

Nigel Mansell 25. győzelme, 20. pole-pozíciója, 24. leggyorsabb köre, 3. mesterhármasa (gy, pp, lk)
- Williams 55. győzelme.

Damon Hill első versenye.